# Danh sách nguyên soái và đại tướng Liên Xô
Dưới đây là danh sách các nguyên soái và đại tướng của Lực lượng Vũ trang Liên bang Xô viết trong suốt thời gian tồn tại. Danh sách này cũng liệt kê các cấp bậc tương ứng cuối cùng trong Hồng quân và Hải quân Liên Xô, cũng như của lực lượng An ninh nhà nước Liên Xô, được thành lập từ năm 1935 cho đến khi Liên Xô tan rã vào năm 1991.

## Ngạch Quân sự

### Nguyên soái Liên Xô
Cấp bậc Nguyên soái Liên Xô (tiếng Nga: Маршал Советского Союза) được thành lập vào ngày 22 tháng 9 năm 1935 và là quân hàm cao nhất của ngạch quân sự Liên Xô cho đến năm 1991. Trong lịch sử tồn tại (1935-1991) đã có 41 quân nhân từng thụ phong quân hàm này.
| STT | Tên họ                 | Hình ảnh | Thời điểm thụ phong | Chức vụ khi thụ phong | Ghi chú                                                                                                |
| --- | ---------------------- | -------- | ------------------- | --- | --- |
| 1   | Kliment Voroshilov     |          | 20 tháng 11, 1935   | Ủy viên nhân dân Quốc phòng | |
| 2   | Mikhail Tukhachevsky   |          | 20 tháng 11, 1935   | Phó ủy viên nhân dân Quốc phòng | Bị tước quân hàm 11 tháng 6, xử bắn 12 tháng 6 năm 1937, phục hồi 31 tháng 1 năm 1957                  |
| 3   | Aleksandr Yegorov      |          | 20 tháng 11, 1935   | Tổng tham mưu trưởng Hồng quân | Bị xử bắn 23 tháng 2 năm 1939, minh oan 14 tháng 3 năm 1956                                            |
| 4   | Semyon Budyonny        |          | 20 tháng 11, 1935   | Thanh tra kỵ binh Hồng quân | |
| 5   | Vasily Blyukher        |          | 20 tháng 11, 1935   | Tư lệnh Tập đoàn quân đặc biệt Viễn Đông Cờ Đỏ | Chết trong nhà tù Lefortovskaya 9 tháng 11 năm 1938, minh oan năm 1956                                 |
| 6   | Semyon Timoshenko      |          | 7 tháng 5, 1940     | Ủy viên nhân dân Quốc phòng | |
| 7   | Grigory Kulik          |          | 7 tháng 5, 1940     | Phó ủy viên nhân dân Quốc phòng, Chủ nhiệm Tổng cục Pháo binh | Bị tước quân hàm 19 tháng 2 năm 1942, bị xử bắn ngày 24 tháng 8 năm 1950, phục hồi 28 tháng 9 năm 1957 |
| 8   | Boris Shaposhnikov     |          | 7 tháng 5, 1940     | Tổng tham mưu trưởng Hồng quân | |
| 9   | Georgy Zhukov          |          | 18 tháng 1, 1943    | Phó ủy viên nhân dân thứ nhất Quốc phòng. Bộ trưởng Bộ Quốc phòng | |
| 10  | Aleksandr Vasilevsky   |          | 16 tháng 2, 1943    | Tổng tham mưu trưởng Hồng quân | |
| 11  | Iosif Stalin           |          | 6 tháng 3, 1943     | Tổng Tư lệnh tối cao các lực lượng vũ trang Liên Xô, Chủ tịch Ủy ban Quốc phòng Nhà nước, Ủy viên nhân dân Quốc phòng, Tổng bí thư Ủy ban Trung ương Đảng Cộng sản Liên Xô | |
| 12  | Ivan Konev             |          | 20 tháng 2, 1944    | Tư lệnh Phương diện quân Ukraina 2 | |
| 13  | Leonid Govorov         |          | 18 tháng 6, 1944    | Tư lệnh Phương diện quân Leningrad | |
| 14  | Konstantin Rokossovsky |          | 29 tháng 6, 1944    | Tư lệnh Phương diện quân Belorussia 1 | Thụ phong Nguyên soái Ba Lan ngày 5 tháng 11 năm 1949                                                  |
| 15  | Rodion Malinovsky      |          | 10 tháng 9, 1944    | Tư lệnh Phương diện quân Ukraina 2 | |
| 16  | Fyodor Tolbukhin       |          | 12 tháng 9, 1944    | Tư lệnh Phương diện quân Ukraina 3 | |
| 17  | Kirill Meretskov       |          | 26 tháng 10, 1944   | Tư lệnh Phương diện quân Karelia | |
| 18  | Lavrenty Beria         |          | 9 tháng 7, 1945     | Ủy viên nhân dân Nội vụ | Bị tước quân hàm 26 tháng 6 năm 1953, xử bắn ngày 23 tháng 12 năm 1953                                 |
| 19  | Vasily Sokolovsky      |          | 3 tháng 7, 1946     | Tổng Tư lệnh Cụm binh đoàn chiếm đóng Liên Xô tại Đức, Tổng Tư lệnh quân đội Liên Xô tại Đức                                                                               | |
| 20  | Nikolay Bulganin       |          | 3 tháng 11, 1947    | Bộ trưởng Lực lượng Vũ trang Liên Xô | Bị giáng cấp xuống Thượng tướng ngày 26 tháng 11 năm 1958                                              |
| 21  | Ivan Bagramian         |          | 11 tháng 3, 1955    | Chánh Thanh tra Bộ Quốc phòng | |
| 22  | Sergey Biryuzov        |          | 11 tháng 3, 1955    | Tổng Tư lệnh Lực lượng phòng không | |
| 23  | Andrey Grechko         |          | 11 tháng 3, 1955    | Tổng Tư lệnh Cụm binh đoàn Liên Xô tại Đức | |
| 24  | Andrey Yeryomenko      |          | 11 tháng 3, 1955    | Tư lệnh Quân khu Bắc Kavkaz | |
| 25  | Kirill Moskalenko      |          | 11 tháng 3, 1955    | Tư lệnh Quân khu Moskva | |
| 26  | Vasily Chuikov         |          | 11 tháng 3, 1955    | Tư lệnh Quân khu Kiev | |
| 27  | Matvei Zakharov        |          | 8 tháng 5, 1959     | Tổng Tư lệnh Cụm binh đoàn Liên Xô tại Đức | |
| 28  | Filipp Golikov         |          | 6 tháng 5, 1961     | Chủ nhiệm Tổng cục Chính trị Quân đội và Hải quân Liên Xô | |
| 29  | Nikolay Krylov         |          | 28 tháng 5, 1962    | Tư lệnh Quân khu Moskva | |
| 30  | Ivan Yakubovsky        |          | 12 tháng 4, 1967    | Thứ trưởng thứ nhất Quốc phòng | |
| 31  | Pavel Batitsky         |          | 15 tháng 4, 1968    | Tổng Tư lệnh Lực lượng phòng không lục quân - Thứ trưởng Quốc phòng, Tư lệnh Lực lượng phòng không, Phó Tư lệnh các lực lượng vũ trang hợp nhất khối Hiệp ước Warszawa     | |
| 32  | Pyotr Koshevoy         |          | 15 tháng 4, 1968    | Tổng Tư lệnh Cụm binh đoàn Liên Xô tại Đức | |
| 33  | Leonid Brezhnev        |          | 7 tháng 5, 1976     | Tổng Bí thư Đảng Cộng sản Liên Xô, Chủ tịch Hội đồng Quốc phòng | |
| 34  | Dmitry Ustinov         |          | 30 tháng 7, 1976    | Bộ trưởng Quốc phòng | |
| 35  | Viktor Kulikov         |          | 14 tháng 1, 1977    | Thứ trưởng thứ nhất Quốc phòng, Tổng Tư lệnh các lực lượng vũ trang hợp nhất khối Hiệp ước Warszawa                                                                        | |
| 36  | Nikolay Ogarkov        |          | 14 tháng 1, 1977    | Tổng tham mưu trưởng Lực lượng vũ trang Liên Xô - Thứ trưởng thứ nhất Quốc phòng                                                                                           | |
| 37  | Sergey Sokolov         |          | 17 tháng 2, 1978    | Thứ trưởng thứ nhất Quốc phòng | |
| 38  | Sergey Akhromeyev      |          | 25 tháng 3, 1983    | Phó Tổng Tham mưu trưởng thứ nhất Lực lượng Vũ trang Liên Xô | Tự sát sau vụ đảo chính 1991                                                                           |
| 39  | Semyon Kurkotkin       |          | 25 tháng 3, 1983    | Thứ trưởng Quốc phòng - Chủ nhiệm Tổng cục Hậu cần | |
| 40  | Vasily Petrov          |          | 25 tháng 3, 1983    | Thứ trưởng Quốc phòng - Tổng Tư lệnh Lục quân | |
| 41  | Dmitry Yazov           |          | 28 tháng 4, 1990    | Bộ trưởng Quốc phòng | |

### Tư lệnh Tập đoàn quân bậc 1
Cấp bậc Tư lệnh Tập đoàn quân bậc 1 (tiếng Nga: Командарм 1-го ранга) được thành lập vào ngày 22 tháng 9 năm 1935, là cấp bậc quân sự cao cấp trong Hồng quân, chỉ xếp sau quân hàm Nguyên soái Liên Xô. Cấp bậc này được thay thế bởi hệ thống quân hàm tướng lĩnh vào năm 1940. Trong 5 năm tồn tại (1935-1940), có 9 quân nhân từng thụ phong cấp bậc này, trong có ba người được thăng lên quân hàm nguyên soái.
| STT | Tên họ             | Hình ảnh | Thời điểm thụ phong | Chức vụ khi thụ phong                                         | Ghi chú |
| --- | ------------------ | -------- | ------------------- | ------------------------------------------------------------- | --- |
| 1   | Sergey Kamenev     |          | 22 tháng 9, 1935    | Tổng cục trưởng Tổng cục Phòng không Không quân của Hồng quân | Qua đời vào ngày 25 tháng 8 năm 1936 vì một cơn đau tim.                                                       |
| 2   | Ieronim Uborevich  |          | 22 tháng 9, 1935    | Tư lệnh Quân khu Belorussia                                   | Bị xử bắn ngày 12 tháng 6 năm 1937                                                                             |
| 3   | Iona Yakir         |          | 22 tháng 9, 1935    | Tư lệnh Quân khu Kiev                                         | Bị xử bắn ngày 12 tháng 6 năm 1937                                                                             |
| 4   | Ivan Belov         |          | 22 tháng 9, 1935    | Tư lệnh Quân khu Moskva                                       | Bị xử bắn ngày 29 tháng 6 năm 1938                                                                             |
| 5   | Boris Shaposhnikov |          | 22 tháng 9, 1935    | Giám đốc Học viện quân sự MV Frunze                           | Thăng Nguyên soái Liên Xô ngày 7 tháng 5 năm 1940                                                              |
| 6   | Ivan Fedko         |          | 20 tháng 2, 1938    | Phó ủy viên nhân dân thứ nhất Quốc phòng                      | Bị xử bắn ngày 26 tháng 2 năm 1939                                                                             |
| 7   | Mikhail Frinovsky  |          | 14 tháng 9, 1938    | Ủy viên nhân dân Hải quân Liên Xô                             | Bị xử bắn ngày 4 tháng 2 năm 1940                                                                              |
| 8   | Grigory Kulik      |          | 8 tháng 2, 1939     | Phó ủy viên nhân dân Quốc phòng                               | Thăng Nguyên soái Liên Xô ngày 7 tháng 5 năm 1940. Bị giáng 4 cấp năm 1942, bị xử bắn ngày 24 tháng 8 năm 1950 |
| 9   | Semyon Timoshenko  |          | 8 tháng 2, 1939     | Tư lệnh Quân khu Kiev                                         | Thăng Nguyên soái Liên Xô ngày 7 tháng 5 năm 1940.                                                             |

### Chính ủy Tập đoàn quân bậc 1
Cấp bậc Chính ủy Tập đoàn quân bậc 1 (tiếng Nga: Армейский комиссар 1-го ранга) được thành lập vào ngày 22 tháng 9 năm 1935, là cấp bậc cán bộ chính trị cao cấp nhất trong Hồng quân và Hải quân Liên Xô. Cấp bậc này được chuyển đổi sang các quân hàm tướng lĩnh vào năm 1942. Trong thời gian tồn tại (1935-1942), có 5 sĩ quan chính trị từng thụ phong cấp bậc này, 3 trong số họ về sau được đồng hóa sang cấp bậc tướng lĩnh.
| STT | Tên họ                | Hình ảnh | Thời điểm thụ phong | Chức vụ khi thụ phong                                                   | Ghi chú                                                                                |
| --- | --------------------- | -------- | ------------------- | ----------------------------------------------------------------------- | -------------------------------------------------------------------------------------- |
| 1   | Yan Gamarnik          |          | 20 tháng 11, 1935   | Phó ủy viên nhân dân thứ nhất Quốc phòng                                | Tự sát ngày 31 tháng 5 năm 1937.                                                       |
| 2   | Pyotr Smirnov         |          | 30 tháng 12, 1937   | Ủy viên nhân dân Hải quân Liên Xô                                       | Bị xử bắn ngày 22 tháng 2 năm 1939                                                     |
| 3   | Lev Mekhlis           |          | 8 tháng 2, 1939     | Phó ủy viên nhân dân Quốc phòng, Chủ nhiệm Tổng cục Chính trị Hồng quân | Bị giáng 2 cấp năm 1942. Được chuyển cấp Trung tướng năm 1942, thăng Thượng tướng 1944 |
| 4   | Yefim Shchadenko      |          | 8 tháng 2, 1939     | Phó ủy viên nhân dân Quốc phòng                                         | Được chuyển cấp Thượng tướng năm 1942                                                  |
| 5   | Aleksandr Zaporozhets |          | 22 tháng 2, 1941    | Phó ủy viên nhân dân Quốc phòng                                         | Bị giáng 2 cấp năm 1942. Được chuyển cấp Trung tướng năm 1942                          |

### Đại tướng
Cấp bậc Đại tướng (tiếng Nga: Генерал армии) được thành lập vào ngày 7 tháng 5 năm 1940 và là quân hàm tướng lĩnh cao cấp trong Lực lượng vũ trang Liên Xô, chỉ xếp sau quân hàm Nguyên soái Liên Xô, tồn tại cho đến năm 1991. Trong lịch sử tồn tại (1940-1991), có 133 quân nhân từng thụ phong quân hàm này, trong có 31 người được thăng lên quân hàm nguyên soái.
| STT | Tên họ                 | Hình ảnh                                                                 | Thời điểm thụ phong | Chức vụ khi thụ phong | Ghi chú                                                                                                 |
| --- | ---------------------- | ------------------------------------------------------------------------ | ------------------- | --- | --- |
| 1   | Georgy Zhukov          |                                                                          | 4 tháng 6, 1940     | Tư lệnh Quân khu đặc biệt Kiev                                                                                                   | Thăng Nguyên soái Liên Xô ngày 18 tháng 1 năm 1943                                                      |
| 2   | Kirill Meretskov       |                                                                          | 4 tháng 6, 1940     | Phó Ủy viên nhân dân Quốc phòng phụ trách huấn luyện chiến đấu và trường quân sự                                                 | Thăng Nguyên soái Liên Xô ngày 26 tháng 10 năm 1944                                                     |
| 3   | Ivan Tyulenev          |                                                                          | 4 tháng 6, 1940     | Tư lệnh Quân khu Moskva | |
| 4   | Iosif Apanasenko       | không khung                                                              | 22 tháng 2, 1941    | Tư lệnh Quân khu Viễn Đông | Hy sinh ngày 5 tháng 8 năm 1943 tại Belgorod                                                            |
| 5   | Dmitry Pavlov          |                                                                          | 22 tháng 2, 1941    | Tư lệnh Quân khu đặc biệt miền Tây                                                                                               | Bị kết tội hèn nhát và bị xử bắn ngày 22 tháng 7 năm 1941 tại Moskva                                    |
| 6   | Aleksandr Vasilevsky   |                                                                          | 18 tháng 1, 1943    | Tổng tham mưu trưởng Hồng quân, Phó Ủy viên nhân dân Quốc phòng                                                                  | Thăng Nguyên soái Liên Xô ngày 16 tháng 2 năm 1943                                                      |
| 7   | Nikolay Vatutin        |                                                                          | 12 tháng 2, 1943    | Tư lệnh Phương diện quân Tây Nam                                                                                                 | Qua đời ngày 14 tháng 4 năm 1944 vì vết thương tại Moskva.                                              |
| 8   | Rodion Malinovsky      |                                                                          | 28 tháng 4, 1943    | Tư lệnh Phương diện quân Tây Nam                                                                                                 | Thăng Nguyên soái Liên Xô ngày 10 tháng 9 năm 1944                                                      |
| 9   | Konstantin Rokossovsky |                                                                          | 28 tháng 4, 1943    | Tư lệnh Phương diện quân Trung tâm                                                                                               | Thăng Nguyên soái Liên Xô ngày 29 tháng 6 năm 1944                                                      |
| 10  | Ivan Konev             |                                                                          | 26 tháng 8, 1943    | Tư lệnh Phương diện quân Thảo nguyên                                                                                             | Thăng Nguyên soái Liên Xô ngày 20 tháng 2 năm 1944                                                      |
| 11  | Markian Popov          |                                                                          | 26 tháng 8, 1943    | Tư lệnh Phương diện quân Briansk                                                                                                 | Bị giáng cấp Thượng tướng ngày 20 tháng 4 năm 1944. Thăng Đại tướng lần 2 ngày 3 tháng 8 năm 1953       |
| 12  | Aleksey Antonov        |                                                                          | 27 tháng 8, 1943    | Phó Tổng Tham mưu trưởng Hồng quân                                                                                               | |
| 13  | Andrey Yeryomenko      |                                                                          | 27 tháng 8, 1943    | Tư lệnh Phương diện quân Kalinin                                                                                                 | Thăng Nguyên soái Liên Xô ngày 11 tháng 3 năm 1955                                                      |
| 14  | Vasily Sokolovsky      |                                                                          | 27 tháng 8, 1943    | Tư lệnh Phương diện quân Tây | Thăng Nguyên soái Liên Xô ngày 3 tháng 7 năm 1946                                                       |
| 15  | Fyodor Tolbukhin       |                                                                          | 21 tháng 9, 1943    | Tư lệnh Phương diện quân Nam | Thăng Nguyên soái Liên Xô ngày 12 tháng 9 năm 1944                                                      |
| 16  | Ivan Petrov            |                                                                          | 9 tháng 10, 1943    | Tư lệnh Phương diện quân Bắc Kavkaz                                                                                              | Bị giáng cấp Thượng tướng ngày 4 tháng 2 năm 1944. Thăng Đại tướng lần 2 ngày 26 tháng 10 năm 1944      |
| 17  | Andrey Khrulyov        |                                                                          | 7 tháng 11, 1943    | Chủ nhiệm Tổng cục Hậu cần Hồng quân                                                                                             | |
| 18  | Ivan Bagramyan         |                                                                          | 17 tháng 11, 1943   | Tư lệnh Phương diện quân Pribaltic 1                                                                                             | Thăng Nguyên soái Liên Xô ngày 11 tháng 3 năm 1955                                                      |
| 19  | Leonid Govorov         |                                                                          | 17 tháng 11, 1943   | Tư lệnh Phương diện quân Leningrad                                                                                               | Thăng Nguyên soái Liên Xô ngày 18 tháng 6 năm 1944                                                      |
| 20  | Ivan Chernyakhovsky    |                                                                          | 26 tháng 6, 1944    | Tư lệnh Phương diện quân Belorussia 3                                                                                            | Hy sinh tại Đông Phổ ngày 18 tháng 2 năm 1945                                                           |
| 21  | Georgy Zakharov        |                                                                          | 28 tháng 7, 1944    | Tư lệnh Phương diện quân Belorussia 2                                                                                            | |
| 22  | Ivan Maslennikov       |                                                                          | 28 tháng 7, 1944    | Tư lệnh Phương diện quân Pribaltic 3                                                                                             | |
| 23  | Maksim Purkayev        |                                                                          | 26 tháng 10, 1944   | Tư lệnh Phương diện quân Viễn Đông                                                                                               | |
| 24  | Nikolay Bulganin       |                                                                          | 17 tháng 11, 1944   | Phó Ủy viên nhân dân Quốc phòng                                                                                                  | Thăng Nguyên soái Liên Xô ngày 3 tháng 11 năm 1947. Bị giáng cấp Thượng tướng ngày 26 tháng 11 năm 1958 |
| 25  | Matvei Zakharov        |                                                                          | 29 tháng 5, 1945    | Tư lệnh Phương diện quân Ukraina 2                                                                                               | Thăng Nguyên soái Liên Xô ngày 8 tháng 5 năm 1959                                                       |
| 26  | Vsevolod Merkulov      |                                                                          | 9 tháng 7, 1945     | Ủy viên nhân dân An ninh nhà nước                                                                                                | Bị tước quân hàm và bị xử bắn ngày 23 tháng 12 năm 1953                                                 |
| 27  | Vladimir Kurasov       |                                                                          | 12 tháng 11, 1948   | Tổng Tư lệnh Cụm binh đoàn Trung tâm (Áo)                                                                                        | |
| 28  | German Malandin        |                                                                          | 12 tháng 11, 1948   | Phó Tổng Tham mưu trưởng Lực lượng Vũ trang Liên Xô                                                                              | |
| 29  | Vasily Chuikov         |                                                                          | 12 tháng 11, 1948   | Phó Tổng Tư lệnh thứ nhất của Cụm binh đoàn Liên Xô tại Đức                                                                      | Thăng Nguyên soái Liên Xô ngày 11 tháng 3 năm 1955                                                      |
| 30  | Sergey Shtemenko       |                                                                          | 12 tháng 11, 1948   | Tổng tham mưu trưởng Lực lượng vũ trang Liên Xô                                                                                  | Bị giáng cấp Trung tướng ngày 15 tháng 7 năm 1953. Thăng Đại tướng lần 2 ngày 19 tháng 2 năm 1968       |
| 31  | Sergey Biryuzov        |                                                                          | 3 tháng 8, 1953     | Tổng Tư lệnh Cụm binh đoàn Trung tâm (Áo)                                                                                        | Thăng Nguyên soái Liên Xô ngày 11 tháng 3 năm 1955                                                      |
| 32  | Andrey Grechko         |                                                                          | 3 tháng 8, 1953     | Tổng Tư lệnh Cụm binh đoàn Liên Xô tại Đức                                                                                       | Thăng Nguyên soái Liên Xô ngày 11 tháng 3 năm 1955                                                      |
| 33  | Mikhail Malinin        |                                                                          | 3 tháng 8, 1953     | Phó Tổng Tham mưu trưởng thứ nhất Lực lượng Vũ trang Liên Xô                                                                     | |
| 34  | Kirill Moskalenko      |                                                                          | 3 tháng 8, 1953     | Tư lệnh Quân khu Moskva | Thăng Nguyên soái Liên Xô ngày 11 tháng 3 năm 1955                                                      |
| 35  | Nikolay Krylov         |                                                                          | 18 tháng 9, 1953    | Phó Tư lệnh thứ nhất Quân khu Viễn Đông                                                                                          | Thăng Nguyên soái Liên Xô ngày 28 tháng 4 năm 1962                                                      |
| 36  | Pavel Batov            |                                                                          | 10 tháng 3, 1955    | Tư lệnh Quân khu Karpat | |
| 37  | Kuzma Galitsky         |                                                                          | 8 tháng 8, 1955     | Tư lệnh Cụm binh đoàn phía Bắc (Ba Lan)                                                                                          | |
| 38  | Aleksandr Gorbatov     |                                                                          | 8 tháng 8, 1955     | Tư lệnh Quân khu Pribaltic | |
| 39  | Aleksey Zhadov         |                                                                          | 8 tháng 8, 1955     | Tổng Tư lệnh Cụm binh đoàn Trung tâm (Áo)                                                                                        | |
| 40  | Mikhail Kazakov        |                                                                          | 8 tháng 8, 1955     | Tư lệnh Quân khu Ural | |
| 41  | Aleksandr Luchinsky    |                                                                          | 8 tháng 8, 1955     | Tư lệnh Quân khu Turkestan | |
| 42  | Ivan Serov             |                                                                          | 8 tháng 8, 1955     | Chủ tịch Ủy ban An ninh nhà nước thuộc Hội đồng Bộ trưởng Liên Xô                                                                | Bị giáng cấp Thiếu tướng ngày 12 tháng 3 năm 1963                                                       |
| 43  | Ivan Fedyuninsky       |                                                                          | 8 tháng 8, 1955     | Tư lệnh Quân khu Zakavkaz | |
| 44  | Stanislav Poplavsky    |                                                                          | 12 tháng 8, 1955    | Thứ trưởng Quốc phòng Cộng hòa Nhân dân Ba Lan                                                                                   | Đại tướng Ba Lan                                                                                        |
| 45  | Filipp Golikov         |                                                                          | 8 tháng 5, 1959     | Chủ nhiệm Tổng cục Chính trị Quân đội và Hải quân Liên Xô                                                                        | Thăng Nguyên soái Liên Xô ngày 6 tháng 5 năm 1961                                                       |
| 46  | Pavel Kurochkin        |                                                                          | 8 tháng 5, 1959     | Giám đốc Học viện Quân sự Frunze                                                                                                 | |
| 47  | Dmitry Lelyushenko     |                                                                          | 8 tháng 5, 1959     | Tư lệnh Quân khu Ural | |
| 48  | Pavel Batitsky         | không khung                                                              | 5 tháng 5, 1961     | Tư lệnh Vùng phòng không Moskva                                                                                                  | Thăng Nguyên soái Liên Xô ngày 15 tháng 4 năm 1968                                                      |
| 49  | Vladimir Ivanov        | liên kết=link=Special:FilePath/Иванов, Владимир Дмитриевич (генерал).jpg | 5 tháng 5, 1961     | Phó Tổng Tham mưu trưởng thứ nhất Lực lượng Vũ trang Liên Xô                                                                     | |
| 50  | Vladimir Kolpakchi     |                                                                          | 5 tháng 5, 1961     | Tổng cục trưởng Tổng cục Huấn luyện chiến đấu Lục quân                                                                           | |
| 51  | Valentin Penkovsky     |                                                                          | 5 tháng 5, 1961     | Tư lệnh Quân khu Viễn Đông | |
| 52  | Yakov Kreyzer          |                                                                          | 27 tháng 4, 1962    | Tư lệnh Quân khu Viễn Đông | |
| 53  | Issa Pliyev            |                                                                          | 27 tháng 4, 1962    | Tư lệnh Quân khu Bắc Kavkaz | |
| 54  | Ivan Yakubovsky        |                                                                          | 27 tháng 4, 1962    | Tổng Tư lệnh Cụm binh đoàn Liên Xô tại Đức                                                                                       | Thăng Nguyên soái Liên Xô ngày 12 tháng 4 năm 1967                                                      |
| 55  | Aleksey Yepishev       |                                                                          | 11 tháng 5, 1962    | Chủ nhiệm Tổng cục Chính trị Quân đội và Hải quân Liên Xô                                                                        | Thăng vượt cấp từ Thiếu tướng                                                                           |
| 56  | Afanasy Beloborodov    |                                                                          | 22 tháng 2, 1963    | Tư lệnh Quân khu Moskva | |
| 57  | Andrey Getman          |                                                                          | 13 tháng 4, 1964    | Tư lệnh Quân khu Prikarpat | |
| 58  | Pyotr Koshevoy         | không khung                                                              | 13 tháng 4, 1964    | Tư lệnh Quân khu Kiev | Thăng Nguyên soái Liên Xô ngày 15 tháng 4 năm 1968                                                      |
| 59  | Andrey Stuchenko       |                                                                          | 13 tháng 4, 1964    | Tư lệnh Quân khu Zakavkaz | |
| 60  | Ivan Pavlovsky         |                                                                          | 12 tháng 4, 1967    | Thứ trưởng Quốc phòng Liên Xô | |
| 61  | Sergey Sokolov         |                                                                          | 12 tháng 4, 1967    | Thứ trưởng thứ nhất Quốc phòng Liên Xô                                                                                           | Thăng Nguyên soái Liên Xô ngày 17 tháng 2 năm 1978                                                      |
| 62  | Vasily Margelov        |                                                                          | 25 tháng 10, 1967   | Tư lệnh Binh chủng đổ bộ đường không                                                                                             | |
| 63  | Iosif Gusakovsky       |                                                                          | 19 tháng 2, 1968    | Tổng cục trưởng Tổng cục Cán bộ, Bộ Quốc phòng Liên Xô                                                                           | |
| 64  | Semyon Ivanov          |                                                                          | 19 tháng 2, 1968    | Tư lệnh Quân khu Siberia | |
| 65  | Pyotr Lashchenko       |                                                                          | 19 tháng 2, 1968    | Cố vấn trưởng quân sự tại Ai Cập                                                                                                 | |
| 66  | Nikolay Lyashchenko    |                                                                          | 19 tháng 2, 1968    | Tư lệnh Quân khu Turkestan | |
| 67  | Georgy Khetagurov      |                                                                          | 19 tháng 2, 1968    | Tư lệnh Quân khu Pribaltic | |
| 68  | Sergey Maryakhin       |                                                                          | 22 tháng 2, 1968    | Phó tổng cục trưởng thứ nhất Tổng cục Hậu cần Lực lượng Vũ trang Liên Xô                                                         | |
| 69  | Pyotr Belik            |                                                                          | 21 tháng 2, 1969    | Tư lệnh Quân khu Zabaikal | |
| 70  | Viktor Kulikov         |                                                                          | 29 tháng 4, 1970    | Tổng Tư lệnh Cụm binh đoàn Liên Xô tại Đức                                                                                       | Thăng Nguyên soái Liên Xô ngày 14 tháng 1 năm 1977                                                      |
| 71  | Vladimir Tolubko       |                                                                          | 29 tháng 4, 1970    | Tư lệnh Quân khu Viễn Đông | Thăng Chánh nguyên soái pháo binh ngày 25 tháng 3 năm 1983                                              |
| 72  | Afanasy Scheglov       |                                                                          | 29 tháng 4, 1970    | Phó Tổng Tư lệnh thứ nhất Lực lượng Phòng không Liên Xô                                                                          | |
| 73  | Pyotr Ivashutin        |                                                                          | 22 tháng 2, 1971    | Tổng cục trưởng Tổng cục Tình báo, Phó Tổng Tham mưu trưởng Lực lượng Vũ trang Liên Xô                                           | |
| 74  | Yevgeny Ivanovsky      |                                                                          | 2 tháng 11, 1972    | Tư lệnh Cụm binh đoàn Liên Xô tại Đức, Tư lệnh quân khu Byelorussia                                                              | |
| 75  | Aleksandr Komarovsky   |                                                                          | 2 tháng 11, 1972    | Thứ trưởng Quốc phòng | |
| 76  | Semyon Kurkotkin       |                                                                          | 2 tháng 11, 1972    | Thứ trưởng Quốc phòng | Thăng Nguyên soái Liên Xô ngày 25 tháng 3 năm 1983                                                      |
| 77  | Aleksey Radzievsky     |                                                                          | 2 tháng 11, 1972    | Giám đốc Học viện quân sự Frunze                                                                                                 | |
| 78  | Vasily Petrov          |                                                                          | 15 tháng 12, 1972   | Tư lệnh quân khu Viễn Đông | Thăng Nguyên soái Liên Xô ngày 25 tháng 3 năm 1983                                                      |
| 79  | Yevdokim Maltsev       |                                                                          | 4 tháng 11, 1973    | Giám đốc Học viện Quân sự-Chính trị V.I.Lenin                                                                                    | |
| 80  | Nikolay Ogarkov        |                                                                          | 4 tháng 11, 1973    | Phó Tổng Tham mưu trưởng thứ nhất                                                                                                | Thăng Nguyên soái Liên Xô ngày 30 tháng 10 năm 1977                                                     |
| 81  | Ivan Shavrov           |                                                                          | 4 tháng 11, 1973    | Giám đốc Học viện Quân sự Bộ Tổng tham mưu K.E. Voroshilov                                                                       | |
| 82  | Leonid Brezhnev        |                                                                          | 22 tháng 3, 1974    | Tổng bí thư Ban Chấp hành Trung ương Đảng Cộng sản Liên Xô, Chủ tịch Hội đồng Quốc phòng                                         | Thăng Nguyên soái Liên Xô ngày 7 tháng 5 năm 1976                                                       |
| 83  | Ivan Shkadov           |                                                                          | 29 tháng 4, 1975    | Tổng cục trưởng Tổng cục Quân lực                                                                                                | |
| 84  | Semyon Vasyagin        |                                                                          | 19 tháng 2, 1976    | Thành viên Hội đồng Quân sự - Cục trưởng Cục Chính trị Lực lượng Mặt đất                                                         | |
| 85  | Dmitry Ustinov         |                                                                          | 29 tháng 4, 1976    | Bộ trưởng Quốc phòng | Thăng Nguyên soái Liên Xô ngày 30 tháng 7 năm 1976                                                      |
| 86  | Yuri Andropov          | Tập tin:Yuri Andropov - Soviet Life, August 1983.jpg                     | 10 tháng 9, 1976    | Chủ tịch Ủy ban An ninh Nhà nước thuộc Hội đồng Bộ trưởng Liên Xô                                                                | Tổng bí thư Đảng Cộng sản Liên Xô (1982-1984)                                                           |
| 87  | Nikolay Shchyolokov    |                                                                          | 10 tháng 9, 1976    | Bộ trưởng Nội vụ | Bị tước quân hàm ngày 6 tháng 11 năm 1984                                                               |
| 88  | Anatoly Gribkov        |                                                                          | 29 tháng 10, 1976   | Phó Tổng tham mưu trưởng thứ nhất Lực lượng vũ trang Liên Xô - Tham mưu trưởng Lực lượng vũ trang chung Khối hiệp ước Warszawa   | |
| 89  | Ivan Tretyak           |                                                                          | 29 tháng 10, 1976   | Tư lệnh Quân khu Viễn Đông | |
| 90  | Aleksandr Altunin      |                                                                          | 16 tháng 2, 1977    | Thứ trưởng Quốc phòng | |
| 91  | Ivan Gerasimov         |                                                                          | 28 tháng 10, 1977   | Tư lệnh Quân khu Kiev | |
| 92  | Vladimir Govorov       |                                                                          | 28 tháng 10, 1977   | Tư lệnh Quân khu Moskva | |
| 93  | Aleksander Mayorov     |                                                                          | 28 tháng 10, 1977   | Tư lệnh Quân khu Pribaltic | |
| 94  | Valentin Varennikov    |                                                                          | 17 tháng 2, 1978    | Tư lệnh Quân khu Prikarpat | |
| 95  | Vadim Matrosov         |                                                                          | 13 tháng 12, 1978   | Tổng cục trưởng Tổng cục Biên phòng thuộc Ủy ban An ninh Nhà nước Liên Xô                                                        | |
| 96  | Semyon Tsvigun         | liên kết=link=Special:FilePath/Генерал Семён Кузьмич Цвигун.jpg          | 13 tháng 12, 1978   | Phó Chủ nhiệm thứ nhất Ủy ban An ninh Nhà nước Liên Xô                                                                           | |
| 97  | Georgy Tsinyov         |                                                                          | 13 tháng 12, 1978   | Phó Chủ nhiệm Ủy ban An ninh Nhà nước Liên Xô                                                                                    | |
| 98  | Mikhail Kozlov         |                                                                          | 2 tháng 2, 1979     | Giám đốc Học viện Quân sự Bộ Tổng Tham mưu Voroshilov                                                                            | |
| 99  | Gennady Obaturov       |                                                                          | 19 tháng 2, 1979    | Cố vấn trưởng quân sự Bộ Quốc phòng nước Cộng hòa xã hội chủ nghĩa Việt Nam                                                      | |
| 100 | Sergey Akhromeyev      |                                                                          | 23 tháng 4, 1979    | Phó tổng tham mưu trưởng thứ nhất Lực lượng vũ trang Liên Xô                                                                     | Thăng Nguyên soái Liên Xô ngày 25 tháng 3 năm 1983                                                      |
| 101 | Grigory Salmanov       |                                                                          | 29 tháng 10, 1979   | Tư lệnh Quân khu Zabaikal | |
| 102 | Ivan Yakovlev          |                                                                          | 7 tháng 5, 1980     | Trưởng Ban Nội chính Bộ Nội vụ Liên Xô                                                                                           | |
| 103 | Mikhail Zaitsev        |                                                                          | 4 tháng 11, 1980    | Tổng Tư lệnh Lực lượng Liên Xô tại Đức                                                                                           | |
| 104 | Pyotr Lushev           |                                                                          | 2 tháng 11, 1981    | Tư lệnh Quân khu Moskva | |
| 105 | Mikhail Sorokin        |                                                                          | 2 tháng 11, 1981    | Cố vấn trưởng quân sự ở Afghanistan                                                                                              | |
| 106 | Vitaliy Shabanov       |                                                                          | 2 tháng 11, 1981    | Thứ trưởng Quốc phòng | |
| 107 | Yuri Maksimov          |                                                                          | 16 tháng 12, 1982   | Tư lệnh Quân khu Turkestan | |
| 108 | Dmitry Sukhorukov      |                                                                          | 16 tháng 12, 1982   | Tư lệnh Lực lượng Dù | |
| 109 | Vitaly Fedorchuk       |                                                                          | 17 tháng 12, 1982   | Bộ trưởng Nội vụ | |
| 110 | Valery Belikov         | liên kết=link=Special:FilePath/Беликов Валерий Александрович.jpg         | 4 tháng 11, 1983    | Tư lệnh Quân khu Karpat | |
| 111 | Viktor Chebrikov       |                                                                          | 4 tháng 11, 1983    | Chủ tịch Ủy ban An ninh Nhà nước Liên Xô                                                                                         | |
| 112 | Dmitry Yazov           |                                                                          | 6 tháng 2, 1984     | Tư lệnh Quân khu Trung Á | Thăng Nguyên soái Liên Xô ngày 28 tháng 4 năm 1990                                                      |
| 113 | Fedot Krivda           |                                                                          | 31 tháng 10, 1984   | Cố vấn trưởng Bộ trưởng Quốc phòng Việt Nam                                                                                      | |
| 114 | Nikolay Yemokhonov     |                                                                          | 10 tháng 4, 1985    | Phó Chủ tịch thứ nhất Ủy ban An ninh Nhà nước Liên Xô                                                                            | |
| 115 | Aleksey Lizichev       |                                                                          | 19 tháng 2, 1986    | Chủ nhiệm Tổng cục Chính trị | |
| 116 | Ivan Voloshin          |                                                                          | 7 tháng 5, 1986     | Tổng tư lệnh Viễn Đông | |
| 117 | Boris Snetkov          | liên kết=link=Special:FilePath/Снетков, Борис Васильевич.jpg             | 7 tháng 5, 1986     | Tư lệnh Quân khu Leningrad | |
| 118 | Stanislav Postnikov    |                                                                          | 3 tháng 11, 1986    | Tư lệnh Quân khu Zabaikal | |
| 119 | Filipp Bobkov          |                                                                          | 30 tháng 11, 1987   | Phó Chủ nhiệm thứ nhất Ủy ban An ninh Nhà nước Liên Xô                                                                           | |
| 120 | Vladimir Kryuchkov     |                                                                          | 27 tháng 1, 1988    | Phó Chủ nhiệm Ủy ban An ninh Nhà nước Liên Xô                                                                                    | |
| 121 | Vladimir Arkhipov      |                                                                          | 16 tháng 2, 1988    | Tư lệnh Quân khu Moskva | |
| 122 | Nikolay Popov          |                                                                          | 16 tháng 2, 1988    | Tư lệnh Quân khu Turkestan | |
| 123 | Konstantin Kochetov    |                                                                          | 29 tháng 4, 1988    | Tư lệnh Quân khu Zakavkaz | |
| 124 | Anatoly Betekhin       |                                                                          | 4 tháng 11, 1988    | Phó Tổng tư lệnh thứ nhất Lực lượng Mặt đất                                                                                      | |
| 125 | Vladimir Lobov         |                                                                          | 15 tháng 2, 1989    | Tham mưu trưởng Lực lượng vũ trang liên hợp Khối Hiệp ước Warszawa, Phó Tổng tham mưu trưởng thứ nhất Lực lượng vũ trang Liên Xô | |
| 126 | Mikhail Moiseyev       |                                                                          | 15 tháng 2, 1989    | Tham mưu trưởng Lực lượng vũ trang liên hợp Khối Hiệp ước Warszawa, Phó Tổng tham mưu trưởng thứ nhất Lực lượng vũ trang Liên Xô | |
| 127 | Vladimir Shuralyov     |                                                                          | 15 tháng 2, 1989    | Đại diện của Tổng tư lệnh Lực lượng vũ trang liên hợp Khối Hiệp ước Warszawa trong Quân đội Nhân dân Quốc gia Đức                | |
| 128 | Makhmut Gareyev        |                                                                          | 14 tháng 11, 1989   | Cố vấn trưởng quân sự Tư lệnh tối cao các lực lượng vũ trang Cộng hòa Dân chủ Afghanistan                                        | |
| 129 | Vladlen Mikhailov      |                                                                          | 24 tháng 10, 1990   | Phó Tổng tham mưu trưởng Lực lượng vũ trang Liên Xô, Tổng cục trưởng Tổng cục Tình báo                                           | |
| 130 | Nikolay Grachyov       |                                                                          | 6 tháng 2, 1991     | Cố vấn trưởng quân sự Tư lệnh tối cao các lực lượng vũ trang Cộng hòa Dân chủ Afghanistan                                        | |
| 131 | Viktor Yermakov        |                                                                          | 6 tháng 2, 1991     | Tổng cục trưởng Tổng cục Cán bộ Bộ Quốc phòng Liên Xô                                                                            | |
| 132 | Yuri Yashin            |                                                                          | 29 tháng 4, 1991    | Thứ trưởng Quốc phòng Liên Xô - Chủ nhiệm Ủy ban Kỹ thuật Nhà nước                                                               | |
| 133 | Konstantin Kobets      |                                                                          | 24 tháng 8, 1991    | Bộ trưởng Bộ Quốc phòng Cộng hòa Xã hội chủ nghĩa Xô viết Liên bang Nga                                                          | Đại tướng Liên Xô cuối cùng.                                                                            |

### Chánh nguyên soái binh chủng
Cấp bậc Chánh nguyên soái binh chủng (tiếng Nga: Главный маршал рода войск) được thành lập vào ngày 27 tháng 10 năm 1943 và là quân hàm tướng lĩnh cao cấp trong Lực lượng vũ trang Liên Xô, chỉ xếp sau quân hàm Nguyên soái Liên Xô, tồn tại cho đến năm 1991. Trong lịch sử tồn tại (1943-1991), có 13 quân nhân từng thụ phong quân hàm này. Trong đó có 12 người thăng từ hàm Nguyên soái binh chủng, trừ một ngoại lệ là Chánh nguyên soái pháo binh Vladimir Tolubko. Ông là người duy nhất được thăng quân hàm Chánh nguyên soái binh chủng từ cấp Đại tướng lục quân.
| STT                                                              | Tên họ               | Hình ảnh | Thời điểm thụ phong | Chức vụ khi thụ phong                                               | Ghi chú                                                           |
| ---------------------------------------------------------------- | -------------------- | -------- | ------------------- | ------------------------------------------------------------------- | ----------------------------------------------------------------- |
| Chánh nguyên soái pháo binh Главные маршалы артиллерии           |                      |          |                     |                                                                     |                                                                   |
| 1                                                                | Nikolay Voronov      |          | 21 tháng 2, 1944    | Đại diện Đại bản doanh (Stavka)                                     |                                                                   |
| 2                                                                | Mitrofan Nedelin     |          | 8 tháng 5, 1959     | Thứ trưởng Quốc phòng, Tổng Tư lệnh Lực lượng Tên lửa Chiến lược    | Tử nạn trong vụ nổ tên lửa tại Baikonur ngày 24 tháng 10 năm 1960 |
| 3                                                                | Sergey Varentsov     |          | 6 tháng 5, 1961     | Chỉ huy trưởng lực lượng tên lửa và pháo binh của Lực lượng mặt đất | Bị kỷ luật giáng 4 cấp vào năm 1963                               |
| 4                                                                | Vladimir Tolubko     |          | 25 tháng 3, 1983    | Thứ trưởng Quốc phòng, Tổng Tư lệnh lực lượng tên lửa chiến lược    |                                                                   |
| Chánh nguyên soái không quân Главные маршалы авиации             |                      |          |                     |                                                                     |                                                                   |
| 1                                                                | Aleksandr Novikov    |          | 21 tháng 2, 1944    | Đại diện Đại bản doanh (Stavka)                                     | Bị kỷ luật tước quân hàm năm 1946. Được phục hồi năm 1953         |
| 2                                                                | Aleksandr Golovanov  |          | 19 tháng 8, 1944    | Tư lệnh lực lượng không quân tầm xa                                 |                                                                   |
| 3                                                                | Pavel Zhigarev       |          | 11 tháng 3, 1955    | Thứ trưởng thứ nhất Quốc phòng                                      |                                                                   |
| 4                                                                | Konstantin Vershinin |          | 8 tháng 5, 1959     | Thứ trưởng Quốc phòng, Tổng Tư lệnh Không quân                      |                                                                   |
| 5                                                                | Pavel Kutakhov       |          | 3 tháng 11, 1972    | Tổng Tư lệnh Không quân                                             |                                                                   |
| 6                                                                | Boris Bugayev        |          | 28 tháng 10, 1977   | Bộ trưởng Hàng không Dân dụng Liên Xô                               |                                                                   |
| 7                                                                | Aleksandr Koldunov   |          | 31 tháng 10, 1984   | Tổng Tư lệnh lực lượng phòng không Liên Xô                          |                                                                   |
| Chánh nguyên soái thiết giáp Главные маршалы бронетанковых войск |                      |          |                     |                                                                     |                                                                   |
| 1                                                                | Pavel Rotmistrov     |          | 28 tháng 4, 1962    | Giám đốc Học viện quân sự cấp cao mang tên K.E. Voroshilov          |                                                                   |
| 2                                                                | Amazasp Babadzhanyan |          | 29 tháng 11, 1975   | Tư lệnh lực lượng xe tăng                                           |                                                                   |

### Nguyên soái binh chủng
Cấp bậc Nguyên soái binh chủng (tiếng Nga: Маршал рода войск) được thành lập vào ngày 16 tháng 1 năm 1943 và là quân hàm tướng lĩnh cao cấp trong các binh chủng của Lực lượng vũ trang Liên Xô, xếp sau quân hàm Chánh nguyên soái binh chủng, tương đương cấp Đại tướng, tồn tại cho đến năm 1991. Trong lịch sử tồn tại (1940-1991), có 63 quân nhân từng thụ phong quân hàm này, trong có 12 người được thăng lên quân hàm Chánh nguyên soái binh chủng.
| STT                                                | Tên họ               | Hình ảnh                                | Thời điểm thụ phong | Chức vụ khi thụ phong                                                                                        | Ghi chú |
| -------------------------------------------------- | -------------------- | --------------------------------------- | ------------------- | --- | --- |
| Nguyên soái pháo binh Маршалы артиллерии           |                      |                                         |                     | | |
| 1                                                  | Nikolay Voronov      |                                         | 18 tháng 1, 1943    | Đại diện Đại bản doanh (Stavka)                                                                              | Thăng Chánh nguyên soái pháo binh ngày 21 tháng 2 năm 1944                                                                   |
| 2                                                  | Nikolay Yakovlev     |                                         | 21 tháng 2, 1944    | Tổng cục trưởng Pháo binh                                                                                    | Bị tước quân hàm năm 1952, được phục hồi năm sau 1953.                                                                       |
| 3                                                  | Mikhail Chistiakov   |                                         | 25 tháng 9, 1944    | Tổng cục trưởng Pháo binh                                                                                    | Phó Tư lệnh Pháo binh Hồng quân                                                                                              |
| 4                                                  | Mitrofan Nedelin     |                                         | 4 tháng 8, 1953     | Phó Tư lệnh thứ nhất Pháo binh; Thứ trưởng Quân sự                                                           | Thăng Chánh nguyên soái pháo binh ngày 8 tháng 5 năm 1959. Tử nạn trong vụ nổ tên lửa tại Baikonur ngày 24 tháng 10 năm 1960 |
| 5                                                  | Sergey Varentsov     |                                         | 11 tháng 3, 1955    | Chỉ huy trưởng lực lượng tên lửa và pháo binh của Lực lượng mặt đất                                          | Thăng Chánh nguyên soái pháo binh ngày 6 tháng 5 năm 1961. Bị kỷ luật giáng cấp Thiếu tướng vào năm 1963                     |
| 6                                                  | Vasily Kazakov       |                                         | 11 tháng 3, 1955    | Phó Tư lệnh Pháo binh                                                                                        | |
| 7                                                  | Konstantin Kazakov   |                                         | 28 tháng 4, 1962    | Tư lệnh Lực lượng tên lửa phòng không                                                                        | |
| 8                                                  | Yuri Bazhanov        | không khung                             | 18 tháng 6, 1965    | Giám đốc Học viện Kỹ thuật Vô tuyến Quân sự, Học viện Phòng không mang tên Nguyên soái Liên Xô Govorov       | |
| 9                                                  | Pavel Kuleshov       |                                         | 28 tháng 10, 1967   | Tổng cục trưởng Tên lửa và Pháo binh                                                                         | |
| 10                                                 | Georgy Odintsov      |                                         | 22 tháng 2, 1968    | Giám đốc Học viện Quân sự F.E. Dzerzhinsky                                                                   | |
| 11                                                 | Georgy Peredelsky    |                                         | 5 tháng 11, 1973    | Tư lệnh Lực lượng Tên lửa và Pháo binh Lực lượng Mặt đất                                                     | |
| 12                                                 | Yefim Boychuk        |                                         | 4 tháng 11, 1980    | Tổng cục trưởng Tổng cục 12 (vũ khí hạt nhân)                                                                | |
| 13                                                 | Vladimir Mikhalkin   |                                         | 15 tháng 2, 1989    | Tư lệnh Lực lượng Tên lửa và Pháo binh Lực lượng Mặt đất                                                     | |
| Nguyên soái không quân Маршалы авиации             |                      |                                         |                     | | |
| 1                                                  | Aleksandr Novikov    |                                         | 17 tháng 3, 1943    | Tư lệnh Lực lượng Không quân Hồng quân                                                                       | Thăng Chánh nguyên soái không quân ngày 21 tháng 2 năm 1944. Bị kỷ luật tước quân hàm năm 1946. Được phục hồi năm 1953       |
| 2                                                  | Aleksandr Golovanov  |                                         | 3 tháng 8, 1943     | Tư lệnh Lực lượng không quân tầm xa                                                                          | Thăng Chánh nguyên soái không quân ngày 19 tháng 8 năm 1944.                                                                 |
| 3                                                  | Fyodor Astakhov      |                                         | 19 tháng 8, 1944    | Phó tư lệnh Lực lượng không quân tầm xa                                                                      | |
| 4                                                  | Grigory Vorozheikin  |                                         | 19 tháng 8, 1944    | Đại diện Đại bản doanh (Stavka)                                                                              | |
| 5                                                  | Nikolay Skripko      |                                         | 19 tháng 8, 1944    | Phó tư lệnh Lực lượng không quân tầm xa                                                                      | |
| 6                                                  | Fyodor Falaleyev     | không khung                             | 19 tháng 8, 1944    | Phó tư lệnh Lực lượng Không quân Hồng quân                                                                   | |
| 7                                                  | Sergey Khudyakov     |                                         | 19 tháng 8, 1944    | Tham mưu trưởng kiêm Phó tư lệnh Lực lượng Không quân Hồng quân                                              | |
| 8                                                  | Semyon Zhavoronkov   |                                         | 25 tháng 9, 1944    | Tư lệnh Lực lượng Không quân Hải quân                                                                        | |
| 9                                                  | Konstantin Vershinin |                                         | 3 tháng 6, 1946     | Thứ trưởng Quốc phòng, Tổng Tư lệnh Không quân                                                               | Thăng Chánh nguyên soái không quân ngày 8 tháng 5 năm 1959                                                                   |
| 10                                                 | Pavel Zhigarev       |                                         | 3 tháng 8, 1953     | Tổng Tư lệnh Không quân                                                                                      | Thăng Chánh nguyên soái không quân ngày 11 tháng 3 năm 1955                                                                  |
| 11                                                 | Sergey Rudenko       |                                         | 11 tháng 3, 1955    | Tổng Tham mưu trưởng - Phó Tổng Tư lệnh thứ nhất Quân chủng Không quân                                       | |
| 12                                                 | Vladimir Sudets      |                                         | 11 tháng 3, 1955    | Tư lệnh Không quân chiến lược                                                                                | |
| 13                                                 | Stepan Krasnovsky    |                                         | 8 tháng 5, 1959     | Giám đốc Học viện Không quân                                                                                 | |
| 14                                                 | Yevgeny Savitsky     |                                         | 6 tháng 5, 1961     | Tư lệnh Không quân Quân chủng Phòng không                                                                    | |
| 15                                                 | Filipp Agaltsov      |                                         | 28 tháng 4, 1962    | Tư lệnh Không quân Chiến lược                                                                                | |
| 16                                                 | Yevgeny Loginov      |                                         | 28 tháng 10, 1967   | Bộ trưởng Hàng không Dân dụng                                                                                | |
| 17                                                 | Pavel Kutakhov       |                                         | 21 tháng 2, 1969    | Tổng Tư lệnh Không quân                                                                                      | Thăng Chánh nguyên soái không quân ngày 3 tháng 11 năm 1972                                                                  |
| 18                                                 | Ivan Borzov          |                                         | 16 tháng 12, 1972   | Tư lệnh Không quân Hải quân                                                                                  | |
| 19                                                 | Aleksandr Pokryshkin |                                         | 16 tháng 12, 1972   | Chủ tịch Ủy ban Trung ương DOSAAF                                                                            | |
| 20                                                 | Boris Bugayev        |                                         | 5 tháng 11, 1973    | Bộ trưởng Hàng không Dân dụng Liên Xô                                                                        | Thăng Chánh nguyên soái không quân ngày 28 tháng 10 năm 1977                                                                 |
| 21                                                 | Georgy Zimin         |                                         | 5 tháng 11, 1973    | Chủ nhiệm Phòng không Học viện Chỉ huy Quân sự Zhukovsky                                                     | |
| 22                                                 | Aleksandr Yefimov    |                                         | 29 tháng 4, 1975    | Phó Tổng Tư lệnh thứ nhất Không quân                                                                         | |
| 23                                                 | Ivan Pstygo          |                                         | 29 tháng 4, 1975    | Phó Tổng Tư lệnh Không quân                                                                                  | |
| 24                                                 | Aleksandr Silantyev  |                                         | 19 tháng 2, 1976    | Tổng Tham mưu trưởng - Phó Tổng Tư lệnh thứ nhất Quân chủng Không quân                                       | |
| 25                                                 | Aleksandr Koldunov   |                                         | 28 tháng 10, 1977   | Phó Tư lệnh thứ nhất Quân chủng Phòng không                                                                  | Thăng Chánh nguyên soái không quân ngày 31 tháng 10 năm 1984                                                                 |
| 26                                                 | Grigory Skorikov     |                                         | 4 tháng 11, 1980    | Tổng Tham mưu trưởng Quân chủng Không quân                                                                   | |
| 27                                                 | Nikolay Skomorokhov  |                                         | 2 tháng 11, 1981    | Giám đốc Học viện Không quân Yuri Gagarin                                                                    | |
| 28                                                 | Pyotr Kirsanov       |                                         | 16 tháng 12, 1982   | Tư lệnh Không quân Bộ Tổng tư lệnh Viễn Đông                                                                 | |
| 29                                                 | Anatoly Konstantinov |                                         | 30 tháng 4, 1985    | Chỉ huy trưởng Phòng không Quân khu Moskva                                                                   | |
| 30                                                 | Ivan Kozhedub        |                                         | 6 tháng 5, 1985     | Tổng thanh tra Quốc phòng                                                                                    | |
| 31                                                 | Aleksandr Volkov     |                                         | 15 tháng 2, 1989    | Bộ trưởng Hàng không Dân dụng                                                                                | |
| 32                                                 | Yevgeny Shaposhnikov |                                         | 26 tháng 8, 1991    | Tổng Tư lệnh Quân chủng Không quân - Thứ trưởng Bộ Quốc phòng Liên Xô                                        | |
| Nguyên soái thiết giáp Маршалы бронетанковых войск |                      |                                         |                     | | |
| 1                                                  | Pavel Rotmistrov     |                                         | 21 tháng 2, 1944    | Tư lệnh Tập đoàn quân xe tăng Cận vệ 5                                                                       | Thăng Chánh nguyên soái thiết giáp ngày 28 tháng 4 năm 1962                                                                  |
| 2                                                  | Yakov Fedorenko      |                                         | 21 tháng 2, 1944    | Chỉ huy trưởng lực lượng thiết giáp và cơ giới Hồng quân                                                     | |
| 3                                                  | Semyon Bogdanov      |                                         | 1 tháng 6, 1945     | Tư lệnh Tập đoàn quân xe tăng Cận vệ 2                                                                       | |
| 4                                                  | Pavel Rybalko        |                                         | 1 tháng 6, 1945     | Tư lệnh Tập đoàn quân xe tăng Cận vệ 3                                                                       | |
| 5                                                  | Mikhail Katukov      |                                         | 26 tháng 10, 1959   | Tổng Thanh tra Quốc phòng                                                                                    | |
| 6                                                  | Pavel Poluboyakov    |                                         | 28 tháng 4, 1962    | Tham mưu trưởng Lực lượng Thiết giáp Quân đội Liên Xô                                                        | |
| 7                                                  | Amazasp Babadzhanyan |                                         | 28 tháng 10, 1967   | Giám đốc Học viện Thiết giáp mang tên Nguyên soái R.Ya. Malinovsky                                           | Thăng Chánh nguyên soái thiết giáp ngày 29 tháng 11 năm 1975                                                                 |
| 8                                                  | Oleg Losik           |                                         | 29 tháng 4, 1975    | Chủ nhiệm Học viện Thiết giáp Quân sự mang tên Nguyên soái R.Ya. Malinovsky                                  | |
| Nguyên soái thông tin liên lạc Маршалы войск связи |                      |                                         |                     | | |
| 1                                                  | Ivan Peresypkin      |                                         | 21 tháng 2, 1944    | Tổng cục trưởng Thông tin liên lạc Hồng quân, Ủy viên nhân dân Truyền thông, Phó ủy viên nhân dân Quốc phòng | |
| 2                                                  | Aleksey Leonov       |                                         | 6 tháng 5, 1961     | Chỉ huy trưởng Binh chủng Thông tin liên lạc                                                                 | |
| 3                                                  | Andrey Belov         |                                         | 5 tháng 11, 1973    | Phó Tổng tham mưu trưởng Lực lượng vũ trang Liên Xô                                                          | |
| 4                                                  | Nikolay Alekseyev    |                                         | 25 tháng 10, 1979   | Thứ trưởng Quốc phòng                                                                                        | |
| Nguyên soái công binh Маршалы инженерных войск     |                      |                                         |                     | | |
| 1                                                  | Mikhail Vorobyov     |                                         | 21 tháng 2, 1944    | Chủ nhiệm Công binh Hồng quân                                                                                | |
| 2                                                  | Aleksey Proshlyakov  |                                         | 6 tháng 5, 1961     | Chỉ huy trưởng Binh chủng Công binh                                                                          | |
| 3                                                  | Viktor Charshenko    |                                         | 16 tháng 12, 1972   | Chỉ huy trưởng Binh chủng Công binh                                                                          | |
| 4                                                  | Archil Gelovani      | Tập tin:Archil Viktorovich Gelovani.jpg | 28 tháng 10, 1977   | Thứ trưởng Quốc phòng                                                                                        | |
| 5                                                  | Sergey Aganov        |                                         | 5 tháng 5, 1980     | Tham mưu trưởng Binh chủng Công binh                                                                         | |
| 6                                                  | Nikolay Sherstopalov | không khung                             | 6 tháng 5, 1981     | Thứ trưởng Quốc phòng                                                                                        | |

### Đô đốc Hải quân Liên Xô
Cấp bậc Đô đốc Hải quân Liên Xô (tiếng Nga: Адмирал Флота Советского Союза) được thành lập vào ngày 3 tháng 3 năm 1955 và là quân hàm cao nhất của Hải quân Liên Xô, ngang với quân hàm Nguyên soái Liên Xô cho đến năm 1991. Trong lịch sử tồn tại (1955-1991), chỉ có 3 sĩ quan hải quân từng thụ phong quân hàm này.
| STT | Tên họ            | Hình ảnh | Thời điểm thụ phong | Chức vụ khi thụ phong                           | Ghi chú                                                                        |
| --- | ----------------- | -------- | ------------------- | ----------------------------------------------- | ------------------------------------------------------------------------------ |
| 1   | Nikolay Kuznetsov |          | 5 tháng 3, 1955     | Tổng Tư lệnh Hải quân                           | Bị giáng quân hàm ngày 17 tháng 2 năm 1956, truy phục ngày 26 tháng 7 năm 1988 |
| 2   | Ivan Isakov       |          | 5 tháng 3, 1955     | Thứ trưởng Hải quân                             |                                                                                |
| 3   | Sergey Gorshkov   |          | 28 tháng 10, 1967   | Tổng Tư lệnh Hải quân, Thứ trưởng Bộ Quốc phòng |                                                                                |

### Chỉ huy Hạm đội bậc 1
Cấp bậc Chỉ huy Hạm đội bậc 1 (tiếng Nga: Флагман флота 1-го ранга) được thành lập vào ngày 22 tháng 9 năm 1935, là cấp bậc sĩ quan cao cấp nhất trong Hải quân Liên Xô. Cấp bậc này được thay thế bởi hệ thống quân hàm đô đốc vào ngày 7 tháng 5 năm 1940. Trong 5 tồn tại (1935-1940), có 2 sĩ quan hải quân từng thụ phong cấp bậc này.
| STT | Tên họ           | Hình ảnh | Thời điểm thụ phong | Chức vụ khi thụ phong             | Ghi chú                            |
| --- | ---------------- | -------- | ------------------- | --------------------------------- | ---------------------------------- |
| 1   | Vladimir Orlov   |          | 20 tháng 11, 1935   | Chỉ huy trưởng Hải quân Hồng quân | Bị xử bắn ngày 28 tháng 7 năm 1938 |
| 2   | Mikhail Viktorov |          | 20 tháng 11, 1935   | Chỉ huy Hạm đội Thái Bình Dương   | Bị xử bắn ngày 1 tháng 8 năm 1938  |

### Đô đốc hạm đội
Cấp bậc Đô đốc hạm đội (tiếng Nga: Адмирал флота) được thành lập vào ngày 7 tháng 5 năm 1940, là quân hàm đô đốc cao cấp nhất trong Hải quân Liên Xô trong giai đoạn 1940-1955. Nó được nâng lên bậc Đô đốc Hải quân Liên Xô vào ngày 3 tháng 3 năm 1955 và đến ngày 28 tháng 4 năm 1962 thì được tái lập với vị thế quân hàm đô đốc cao cấp chỉ sau quân hàm Đô đốc Hải quân Liên Xô, tồn tại đến khi Liên Xô tan rã vào năm 1991. Trong thời kỳ tồn tại (1940-1991), có 12 sĩ quan hải quân từng thụ phong cấp bậc này. Ba trong số họ được thăng hàm Đô đốc Hải quân Liên Xô.
| STT | Tên họ             | Hình ảnh | Thời điểm thụ phong | Chức vụ khi thụ phong                                                | Ghi chú |
| --- | ------------------ | -------- | ------------------- | -------------------------------------------------------------------- | --- |
| 1   | Nikolay Kuznetsov  |          | 31 tháng 5, 1944    | Tổng Tư lệnh Hải quân                                                | Chuyển đổi thành cấp bậc Đô đốc Hải quân Liên Xô ngày 5 tháng 3 năm 1955. Bị giáng quân hàm ngày 17 tháng 2 năm 1956, truy phục ngày 26 tháng 7 năm 1988 |
| 2   | Ivan Isakov        |          | 31 tháng 5, 1944    | Phó Tư lệnh Phương diện quân Zakavkaz                                | Chuyển đổi thành cấp bậc Đô đốc Hải quân Liên Xô ngày 5 tháng 3 năm 1955                                                                                 |
| 3   | Sergey Gorshkov    |          | 28 tháng 4, 1962    | Tổng Tư lệnh Hải quân, Thứ trưởng Bộ Quốc phòng                      | Thăng lên cấp bậc Đô đốc Hải quân Liên Xô ngày 28 tháng 10 năm 1967.                                                                                     |
| 4   | Vladimir Kasatonov |          | 18 tháng 6, 1965    | Phó tổng Tư lệnh thứ nhất Hải quân                                   | |
| 5   | Nikolay Sergeyev   |          | 30 tháng 4, 1970    | Phó tổng Tư lệnh thứ nhất kiêm Tổng tham mưu trưởng Hải quân         | |
| 6   | Semyon Lobov       |          | 28 tháng 7, 1970    | Tư lệnh Hạm đội Phương Bắc                                           | |
| 7   | Georgy Yegorov     |          | 5 tháng 11, 1973    | Tư lệnh Hạm đội Phương Bắc                                           | |
| 8   | Nikolay Smirnov    |          | 5 tháng 11, 1973    | Phó tổng Tư lệnh thứ nhất Hải quân                                   | |
| 9   | Vladimir Chernavin |          | 4 tháng 11, 1983    | Tổng Tư lệnh Hải quân, Thứ trưởng Bộ Quốc phòng                      | |
| 10  | Aleksey Sorokin    |          | 4 tháng 11, 1983    | Phó tổng cục trưởng thứ nhất Tổng cục chính trị Quân đội và Hải quân | |
| 11  | Ivan Kapitanets    |          | 4 tháng 11, 1988    | Phó tổng Tư lệnh thứ nhất Hải quân                                   | |
| 12  | Konstantin Makarov |          | 4 tháng 11, 1988    | Phó tổng Tư lệnh kiêm Tổng tham mưu trưởng Hải quân                  | |

## Ngạch An ninh

### Tổng ủy viên An ninh nhà nước
Cấp bậc Tổng ủy viên An ninh nhà nước (tiếng Nga: Генеральный комиссар государственной безопасности) được thành lập ngày 26 tháng 11 năm 1935, là cấp bậc cao nhất trong ngạch An ninh nhà nước của Liên Xô, được xem là tương đương quân hàm Nguyên soái Liên Xô. Cấp bậc này bị bãi bỏ vào ngày 9 tháng 7 năm 1945. Trong thời gian tồn tại ngắn ngủi (1935-1945), chỉ có 3 lãnh đạo an ninh được phong cấp bậc này. Cả ba đều là Ủy viên nhân dân Nội vụ
| STT | Tên họ           | Hình ảnh | Thời điểm thụ phong | Chức vụ khi thụ phong   | Ghi chú |
| --- | ---------------- | -------- | ------------------- | ----------------------- | --- |
| 1   | Genrikh Yagoda   |          | 26 tháng 11, 1935   | Ủy viên nhân dân Nội vụ | Bị xử bắn ngày 15 tháng 3 năm 1938                                                                                          |
| 2   | Nikolay Yezhov   |          | 27 tháng 1, 1937    | Ủy viên nhân dân Nội vụ | Bị xử bắn ngày 4 tháng 2 năm 1940                                                                                           |
| 3   | Lavrentiy Beriya |          | 30 tháng 1, 1941    | Ủy viên nhân dân Nội vụ | Đồng hóa sang cấp bậc Nguyên soái Liên Xô ngày 9 tháng 7 năm 1945. Bị tước quân hàm và bị xử bắn ngày 23 tháng 12 năm 1953. |

### Ủy viên An ninh nhà nước bậc 1
Cấp bậc Ủy viên An ninh nhà nước bậc 1 (tiếng Nga: Комиссар государственной безопасности 1-ого ранга) được thành lập vào ngày 7 tháng 10 năm 1935, là cấp bậc cao cấp trong ngạch An ninh nhà nước của Liên Xô, chỉ xếp sau cấp bậc Tổng ủy viên An ninh nhà nước. Cấp bậc này bị bãi bỏ vào ngày 6 tháng 7 năm 1945. Chỉ có 9 lãnh đạo an ninh được phong cấp bậc này. Cả chín người về sau đều bị xử tử.
| STT | Tên họ             | Hình ảnh    | Thời điểm thụ phong | Chức vụ khi thụ phong                                 | Ghi chú |
| --- | ------------------ | ----------- | ------------------- | ----------------------------------------------------- | --- |
| 1   | Yakov Agranov      |             | 26 tháng 11, 1935   | Phó ủy viên nhân dân Nội vụ Liên Xô                   | Bị xử bắn ngày 1 tháng 8 năm 1938 |
| 2   | Vsevolod Balitsky  |             | 26 tháng 11, 1935   | Ủy viên nhân dân Nội vụ Ukraina                       | Bị xử bắn ngày 27 tháng 11 năm 1937 |
| 3   | Terenty Deribas    |             | 26 tháng 11, 1935   | Lãnh đạo NVKD Viễn Đông                               | Bị xử bắn ngày 28 tháng 7 năm 1938 |
| 4   | Leonid Zakovsky    | không khung | 26 tháng 11, 1935   | Lãnh đạo NVKD Leningrad                               | Bị xử bắn ngày 29 tháng 8 năm 1938 |
| 5   | Georgy Prokofyev   |             | 26 tháng 11, 1935   | Phó ủy viên nhân dân Nội vụ Liên Xô                   | Bị xử bắn ngày 14 tháng 8 năm 1937 |
| 6   | Stanislav Redens   |             | 26 tháng 11, 1935   | Ủy viên nhân dân Nội vụ Kazakhstan                    | Bị xử bắn ngày 12 tháng 2 năm 1940 |
| 7   | Georgy Blagonravov |             | 7 tháng 2, 1936     | Tổng cục trưởng Tổng cục đường sắt thuộc NKVD Liên Xô | Bị xử bắn ngày 16 tháng 6 năm 1938 |
| 8   | Lavrentiy Beriya   |             | 9 tháng 11, 1938    | Phó ủy viên nhân dân thứ nhất Nội vụ                  | Thăng cấp Tổng ủy viên An ninh nhà nước ngày 30 tháng 1 năm 1941. Đồng hóa sang cấp bậc Nguyên soái Liên Xô ngày 9 tháng 7 năm 1945. Bị tước quân hàm và bị xử bắn ngày 23 tháng 12 năm 1953. |
| 9   | Vsevolod Merkulov  |             | 2 tháng 4, 1943     | Phó ủy viên nhân dân thứ nhất Nội vụ                  | Đồng hóa sang cấp bậc Đại tướng ngày 9 tháng 7 năm 1945. Bị tước quân hàm và bị xử bắn ngày 23 tháng 12 năm 1953.                                                                             |